# Le Prix d'un homme (Simenon)
Le Prix d'un homme est une œuvre autobiographique de Georges Simenon publiée pour la première fois le 3 mars 1980 aux Presses de la Cité.
L'œuvre est dictée par Simenon à Glion (clinique de Valmont), du 5 au 17 décembre 1977 ; et révisée en mars 1978.
Elle fait partie de ses Dictées.